# Cañas y barro (novela)
Cañas y barro es una novela escrita por el escritor español Vicente Blasco Ibáñez en 1902 y  encuadrada en el movimiento conocido como naturalismo. Esta novela fue incluida en la lista de las 100 mejores novelas en español del siglo XX del periódico español El Mundo.

## Estilo
Ambientada en la Valencia rural (la Albufera) de principios de siglo XX, la novela observa y retrata la realidad social del momento y lugar con precisión absoluta, contando igualmente con matices costumbristas.

## Argumento
La novela establece un cuadro descriptivo de un determinado lugar, la Albufera valenciana, en un determinado momento, las transformaciones propias de finales del siglo XIX. Cañas y barro se centra en una familia que habita El Palmar, los Paloma, tomando como protagonista al último de esta saga, a Tonet.
Tonet vive una intensa historia de amor con Neleta, a la que conoce desde la infancia. Por diversos motivos, el protagonista se ve obligado a dejar la Albufera y prestar servicio en la guerra de Cuba. Durante su ausencia, Neleta contrae matrimonio con el rico tabernero Cañamèl, adquiriendo una prestigiosa posición social en la Albufera y abandonando la miseria en la que había crecido. A la vuelta de la guerra de Cuba, Tonet y Neleta no pueden evitar su relación adúltera, que marcará el desenlace de la novela.